# Obie Trice
Obie Trice III, conhecido por Obie Trice, (Detroit, 14 de novembro de 1977), é um rapper americano. Após começar a fazer circular alguns de seus temas, Obie consegue chamar a atenção de Eminem que o contrata para a Shady Records.
Fruto desta ligação com a Shady Records sai em 2003, com o álbum Cheers, que marca a estreia de Obie Trice. Deste álbum podemos retirar "Got Some Teeth" e "Don't Come Down". Em 15 de agosto de 2006 é lançado Second Round's on Me, pelas gravadoras Shady e Interscope.

## Discografia

### Álbuns
- 2003 - Cheers
- 2006 - Second Round's on Me
- 2012 - Bottoms Up
- 2015 - The Hangover
- 2017 - Untitled

### Mixtapes
- 2005 - The Bar Is Open - (com DJ Green Lantern)
- 2006 - Bar Shots - (com DJ Whoo Kid)
- 2007 - The Most Under Rated - (com DJ Whoo Kid)
- 2012 - Watch The Chrome (with DJ Whoo Kid)

### Singles
| Ano               | Canção                               | U.S. Hot 100 | U.S. R&B | U.S. Rap | Álbum                |
| ----------------- | ------------------------------------ | ------------ | -------- | -------- | -------------------- |
| 2004              | "Got Some Teeth"                     | 54           | 33       | 12       | Cheers               |
| 2004              | "The Set Up" (feat. Nate Dogg)       | 73           | 39       | 19       | Cheers               |
| 2004              | "Look In My Eyes" (feat. Nate Dogg)  | 12           | 26       | 35       | Cheers               |
| "Don't Come Down" | 45                                   | 21           | 10       |          |                      |
| 2006              | "Snitch" (feat. Akon)                | 111          | 63       | 123      | Second Round's on Me |
| 2006              | "Cry Now"                            | -            | 96       | -        | Second Round's on Me |
| 2006              | "Jamaican Girl" (feat. Brick & Lace) | -            | -        | -        | Second Round's on Me |

### Participações
- "Doe Ray Me" (D12 e Obie Trice)
- "Love Me" (Eminem, 50 Cent e Obie Trice)
- "Drips" (Eminem e Obie Trice)
- "Spend Some Time" (Eminem, 50 Cent, Stat Quo e Obie Trice)
- "Adrenaline Rush" (Obie Trice)
- "Fok de Macht" (The Opposites e Obie Trice)
- "Loyalty" (D12 e Obie Trice)
- "Doctor Doctor" (Bizarre e Obie Trice)
- "72nd & Central" (Proof, J-Hill e Obie Trice)
- "Stay Bout It" (Obie Trice e Stat Quo)
- "Growing Up in the Hood" (The Game e Obie Trice)
- "Hennessey" (2Pac e Obie Trice)
- "Drama Setter" (Tony Yayo, Eminem e Obie Trice)
- "It Has Been Said" (Eminem, Diddy e Obie Trice)
- "War" (Trick Trick e Obie Trice)
- "Hustler" (50 Cent e Obie Trice)
- "Get That Money" (50 Cent, Obie Trice e Lloyd Banks)
- "Get That Money (remix)" (50 Cent, Obie Trice, Lloyd Banks e Krondon)
- "Situations" (King Gordy e Obie Trice)
- "Go to Sleep" (Eminem, Obie Trice e DMX)
- "I'm Gone" (Eminem, Obie Trice e DJ KaySlay)
- "Look at Me Now (remix)" (Akon e Obie Trice)
- "Fire" (Ray Ray e Obie Trice)
- "They Wanna Kill Me" (Obie Trice e Morgan Eastwood)
- "It Has Been Said" (The Notorious B.I.G., Diddy, Eminem e Obie Trice)
- "Get Off the Porch" (Obie Trice part. 50 Cent e Eminem)
- "Sho Me Love in the Club" (Carl Thomas part. Obie Trice)
- "Fuck Cam'Ron" (Kid Murda part. Obie Trice)
- "Reppin the D" (Obie Trice part. Kid Murda e Big Herk)
- "Strictly Business" (Lil Skeeter part. Obie Trice)
- "Drugz" Bizarre feat. (Obie Trice)
- "The Giant" (Obie Trice)
- "Without Me" (Obie Trice, Eminem)